# آلبر بوش
آلبر بوش (فرانسوی: Albert Büche‎؛ زاده ۱۹۱۱ – درگذشته نامشخص) بازیکن فوتبال اهل سوئیس بود.
وی همچنین در تیم ملی فوتبال سوئیس بازی کرده‌است.